# Rosalío Bustamante
Rosalío Bustamante (n. 4 de septiembre de 1881 - 23 de marzo de 1963) fue un político mexicano afiliado al Partido Liberal Mexicano. Fue considerado un precursor de la Revolución mexicana de 1910.
En 1901 formó parte del Club Liberal "Ponciano Arriaga" en San Luis Potosí y tuvo contacto con Ricardo Flores Magón y Juan Sarabia, periodistas que editaban el semanario Regeneración en la Ciudad de México en aquella época. Colaboró en Regeneración y más tarde en El hijo de El Ahuizote.
Rosalío Bustamante tomó parte en la protesta del crespón negro y el letrero "La Constitución ha muerto..." colocada en el balcón de las oficinas de El hijo de El Ahuizote el 5 de febrero de 1903.
En 1903 salió del país rumbo a los Estados Unidos, por la persecución política del régimen de Porfirio Díaz, junto con otro grupo de liberales entre los que se encontraban los hermanos Flores Magón, Juan y Manuel Sarabia. Bustamante participó en la formación de la Junta Organizadora del Partido Liberal Mexicano en 1905 en la que ocupó del cargo de Tercer Vocal.
El 20 de febrero de 1961, tras haber regresado a México por recomendación de Juan Sarabia, la Cámara de Diputados le otorga una pensión vitalicia de 20 pesos diarios por sus aportes a la revolución. Fallece el 23 de marzo de 1963.